# Радмила Шекеринська
Радмила Шекеринська Янковська (мак. Радмила Шекеринска Јанковска; нар. 10 червня 1972, Скоп'є, СФРЮ) — македонська політична діячка, прем'єр-міністр Північної Македонії від 18 листопада 2004 до 17 грудня 2004 року. Міністерка оборони Республіки Македонії (1 червня 2017 — 16 січня 2022).

## Освіта
1995 року Радмила Шекеринська закінчила електротехнічний факультет Університету Св. Кирила і Мефодія в Скоп'є. 1996 року працювала помічницею зі зв'язків із громадськістю Інституту «Відкрите суспільство». З 1997 до 2002 — асистентка на кафедрі електротехніки.
2007 року закінчила магістратуру в престижній Школі дипломатії та права «Флетчер» в Тафтському університеті в Сполучених Штатах.
Володіє англійською та французькою мовами, авторка низки наукових та експертних робіт з електротехніки.

## Політична кар'єра
З 1993 року Шекеринська обиралася кілька разів до Керівного бюро Соціал-демократичного союзу Македонії. З 1995 року вона — член Президії СДСМ, а 1999 року була обрана заступницею секретаря у закордонних справах СДСМ. З 1995 до 1999 року виконувала обов'язки голови Молодіжного СДСМ. 5 листопада 2006 року була обрана головою партії, але після позачергових виборів навесні 2008 року, на яких СДСМ зазнала поразки, подала у відставку 19 вересня того ж року. Тимчасовим головою був обраний один із її заступників — Зоран Заєв.
З 1996 до 1998 року Шекеринська була членом міської ради Скоп'є. 1998 року була обрана членом Зборів Північної Македонії. 2002 року знову обрана депутаткою Зборів і відразу ж призначена заступницею Прем'єр-міністра Північної Македонії з європейської інтеграції та координації зовнішньої допомоги в уряді Бранко Црвенковського.
Після обрання Црвенковського президентом Радмила Шекеринська виконувала обов'язки глави уряду з травня до червня 2004 року, до призначення прем'єром Харі Костова. Потім другий раз була недовго прем'єркою після відставки Костова. В урядах Костова і Бучковського вона залишалася на посту віцепрем'єрки.
У червні — липні 2009 року очолювала місію БДІПЛ ОБСЄ зі спостереження за президентськими виборами в Киргизії.

## Сім'я
З 2006 року одружена з бізнесменом Божидаром Янковським. Дітей не має.